# Královské Údolí
Královské Údolí (německy Königsthal) je osada u Lubence v okrese Louny v Ústeckém kraji. Nachází se v Rakovnické pahorkatině, v katastrálním území Libyně asi jeden kilometr jihozápadně od Libyně a jeden kilometr severozápadně od Lubence.

## Historie
První písemná zmínka o osadě pochází z roku 1847. V historických pramenech se název vsi objevuje ve tvarech: Königsthal (1847) a Údolí královské nebo Königsthal (1854).

## Obyvatelstvo
Při sčítání lidu v roce 1921 v osadě žilo 35 obyvatel (z toho osmnáct mužů) německé národnosti a římskokatolického vyznání. Podle sčítání lidu z roku 1930 měla vesnice 32 obyvatel se stejnou národnostní a náboženskou strukturou.
|           | 1869 | 1880 | 1890 | 1900 | 1910 | 1921 | 1930 | 1950 |
| --------- | ---- | ---- | ---- | ---- | ---- | ---- | ---- | ---- |
| Obyvatelé | 70   | 65   | 62   | 35   | 33   | 35   | 32   | 23   |
| Domy      | 12   | 15   | 10   | 9    | 9    | 9    | 9    | 7    |

## Obecní správa
Královské Údolí stojí v katastrálním území Libyně. Při sčítání lidu v letech 1869–1930 bylo osadou obce Libyně v okrese Žlutice, při sčítání v roce 1950 spolu s Libyní patřilo do okresu Podbořany a v následujících letech jako místní část zaniklo.